# 第二十二号海防艦
第二十二号海防艦（だいにじゅうにごうかいぼうかん）は、日本海軍の海防艦。第二号型海防艦（丁型）の11番艦。太平洋戦争を生き延び、戦後は掃海に従事した。

## 艦歴

### 計画-竣工-練成
マル戦計画の海防艦丁、第2701号艦型の11番艦、仮称艦名第2711号艦として計画。1943年11月1日、三菱重工業長崎造船所で建造番号956番船として仮称艦名第2709号艦、同第2710号艦、同第2712号艦と同時に起工。12月22日、第二十二号海防艦と命名されて第二号型海防艦の11番艦に定められ、本籍を舞鶴鎮守府と仮定。
1944年1月27日、第24号海防艦と同日に進水。2月7日、艤装員事務所が長崎海軍監督官事務所内で事務を開始。3月24日竣工し、艤装員事務所を撤去。本籍を舞鶴鎮守府に、役務を舞鶴鎮守府警備海防艦にそれぞれ定められ、呉防備戦隊に編入。基礎実力練成教育に従事。

### 1944年4月-7月 連合艦隊
1944年4月20日、連合艦隊附属に編入。28日、東松七号船団（15隻）を護衛して東京発。
5月2日、船団から分離した海軍徴傭船臺東丸を父島まで護衛したのち、船団に追及。6日、船団とともにサイパン着。7日、元東松七号船団の特設運送船辰春丸、同沖縄丸ほか計4隻を護衛してサイパン発。8日、グアム着。12日、海軍徴傭船神島丸、同第一日正丸を護衛してグアム発。14日、メレヨン着。16日、引き続き2隻を護衛してサイパンへ向けメレヨン発。19日、サイパン着。20日、第127号特設輸送艦を護衛してサイパン発。テニアン、グアム、ヤップ、パラオを経由し、6月1日ダバオ着。
6月1日現在、軍隊区分第一補給部隊に配置。5日までダバオで警戒艦として行動。7日、パラオへ向けダバオ発。パラオで待機していた特務艦洲埼を護衛してタラカンへ向かう。11日から洲埼、鶴見らを護衛してビサヤ諸島を巡航。14日、軍隊区分第三補給部隊に配置。23日、内地への帰還命令が出たため、第三補給部隊各船はギマラスで重油と軽質油を同地の雄鳳丸船団から移載し、7月3日佐世保着。
7月6日、第一海上護衛隊に協力しモマ02船団（15隻）を護衛して門司発。13日、中継地の高雄に入港。14日、タマ21C船団（20隻）を護衛してマニラへ向け高雄発。19日、マニラ着。28日、特設運送船國洋丸を護衛してマニラ発。30日、國洋丸が被雷沈没したため、対潜掃蕩を実施し遭難者を救助後にマニラへ反転した。

### 1944年8月-9月 第三十一戦隊
1944年8月7日、ミ11船団（マニラ出港時9隻）の護衛に協力することとなり、同船団を護衛してマニラ発。12日、ミリ着。その後マニラへ回航。20日、連合艦隊第三十一戦隊に編入。23日、ダソル湾に退避したタマ24A船団の二洋丸（浅野物産、10,022トン）の救援のために、第三南遣艦隊の命で第102号哨戒艇とともにマニラから差し向けられた。2隻は8月23日18時前にマニラを出港したが、第22号海防艦は当時修理中であった。第102号哨戒艇も当時缶管の故障に悩まされており、8月23日も応急修理を実施していた。第22号海防艦と第102号哨戒艇はダソル湾口に到着後対潜警戒を実施していたが、夜が明けてから第102号哨戒艇が二洋丸を誘導するために湾内に入っていき、第22号海防艦は湾口において単艦で警戒を続けた。24日0647、第22号海防艦はソナーで探査中、水測室から「艦橋、敵潜探知、右艦首二〇度、感度三」と報告があり、同時にその方向にアメリカ潜水艦ハーダーの潜望鏡を発見した。第22号海防艦は「戦闘爆雷戦、前進強速急ゲ」と下令しハーダーの潜望鏡に艦首を向けて速力を上げた。ハーダーは向首する第22号海防艦目がけ魚雷を3本発射。第22号海防艦は命中を覚悟したが、魚雷は右に1本、左に2本と進んできたものの、いずれも第22号海防艦をかすめ去った。第22号海防艦は0728に潜望鏡が見えていた辺りの直上から爆雷を投射器から12個、軌条から3個投下した。ハーダーはこの攻撃で撃沈された。やがて攻撃地点から多量の噴煙や重油、コルク片が出てきた。この一連の対潜戦闘の間、第102号哨戒艇は二洋丸を誘導し、ダソル湾を出てマニラに向けて航行を開始しており、やがて戦闘を終えた第22号海防艦が合流して二洋丸の右舷側に張り付き、3隻は8月24日夕方に無事マニラに帰投した。27日、マモ02船団（4隻）を護衛して内地へ向けマニラ発。30日、中継地の高雄に入港。31日、引き続きマモ02船団を護衛して高雄発。五島列島沖でマモ02船団から分離して佐世保へ回航。
9月4日から佐世保海軍工廠で訓令工事を行う。工事終了後は第三十一戦隊の僚艦と訓練に従事。

### 1944年10月 連合艦隊作戦指揮下
1944年10月17日、第一海上護衛隊作戦指揮下に編入。18日、佐世保から徳山に回航。19日、連合艦隊作戦指揮下に編入。軍隊区分第一機動主力部隊に配置。21日、第29号海防艦、第33号海防艦と共にたかね丸（日本海運、10,021トン）を護衛して奄美大島へ向け徳山発。25日、奄美大島古仁屋着。28日、内地へ向け古仁屋発。30日、たかね丸がウルフパックの攻撃により被雷し、大破放棄された。第22号海防艦は現場でたかね丸乗員を収容中、北緯30度25分 東経133度00分 / 北緯30.417度 東経133.000度の地点で艦首方向に浮上潜水艦、すなわち爆雷戦で損傷し浮上したサーモンを発見し、他の護衛艦に報告しつつ全速で追いかけた。第22号海防艦は慎重に、状況を判断するまで短時間距離を維持した。第22号海防艦からの報を受けて、第33号海防艦も助太刀で向かいつつあった。そして、一時の雨の中、反転したサーモンと第22号海防艦は500メートルもない至近距離で派手な砲撃戦、銃撃戦を展開。第22号海防艦とサーモンの距離は一時50メートルにまで縮まった。第22号海防艦の方が乾舷が高いので、よく被弾した。また、サーモンの20ミリ機銃と小口径機銃の射撃で第22号海防艦の乗員4名が戦死し、24名が負傷した。艦橋部分も激しく被弾し、指揮系統は大いに乱れた。この時になって第33号海防艦が追いつき、挟撃態勢に持ち込んだ。サーモンは第33号海防艦にも砲撃を行いつつ友軍潜水艦に対して戦闘位置を連絡し、スコールを利用して燃料を流しつつ戦場を離脱した。第22号海防艦は艦首が大きく沈み、排水作業を行いつつ11月1日に呉に帰投。右舷側にはサーモンとの激戦の痕を示す無数の弾痕が残された。大破したサーモンもまた逃げ切り、一緒に行動していた米潜スターレット、トリガーと、シルバーサイズ の護衛によりグアムに後退。後にハワイを経由してアメリカ本土に帰還した。サーモンはポーツマスで修理を行ったが、二度と前線に出ることが無かった。また、放棄されたたかね丸は米潜スターレットの攻撃で沈没した。

### 1944年11月-1945年5月 佐世保鎮守府作戦指揮下
1944年11月1日、呉に帰投した第22号海防艦は呉海軍工廠で入渠修理を行う。同日佐世保鎮守府作戦指揮下に編入。軍隊区分機雷部隊に配置。修理終了後の19日、鎮海へ回航。第十八戦隊による黄海での機雷敷設を警戒。
12月18日、雲龍の前路掃蕩を実施。21日、軍隊区分臨時特別S部隊第一掃蕩隊に配置。対馬沖で対潜掃蕩に従事。29日、佐世保に入港。臨時特別S部隊第一掃蕩隊から除かれ、軍隊区分機雷部隊に復帰。
1945年1月1日、機雷部隊の隊内区分警戒隊に配置。1月18日、南西諸島緊急輸送に従事。第二輸送部隊として特設砲艦長白山丸を第58号駆潜艇と護衛して石垣島へ向け佐世保発。28日、石垣島着。29日、第二輸送部隊は物資積み込みのため基隆へ向け石垣島発。30日、基隆着。
2月2日、砂糖とアルコールを積載し、タモ40船団を護衛して内地へ向け基隆発。途中泗礁山を経由して、12日門司着。2月下旬、第十八戦隊による大隅諸島機雷礁の構築を警戒。
3月5日、奄美大島に対する緊急物件輸送のため第十八戦隊の諸艦と佐世保発。12日、佐世保沖で第十八戦隊から分離し、男女群島沖の対潜掃蕩に従事。13日佐世保に帰投。20日、機雷部隊から除かれて佐鎮護衛部隊に配置。同日、サイ05船団を護衛して富江発。28日、佐世保に帰投。
4月15日、佐世保で第十八戦隊と合同。22日、第十八戦隊司令官の将旗を常磐から本艦に移揚。作業地に向け佐世保を出撃。23日、伊万里湾で第十八戦隊司令官の将旗を本艦から済州へ移揚。同日作業地へ向け伊万里湾を出撃。25日、第三十一海防隊に編入。本艦は第十八戦隊の護衛を継続。26日、伊万里湾で第十八戦隊司令官の将旗を済州から本艦に移揚。
5月8日、八幡浜で第十八戦隊司令官の将旗を本艦から常磐へ復帰。9日、佐伯へ回航。15日、佐世保海軍工廠で修理を行う。5月下旬、対馬海峡東水道機雷礁の構築を警戒。

### 1945年6月以降 第三十一海防隊
1945年6月1日、名護屋湾を出港して機雷部隊主隊の機雷敷設を警戒。敷設作業終了後は、常磐を第29号海防艦とともに護衛して舞鶴へ回航。3日、舞鶴に入港。同日第十八戦隊解隊。本艦は佐鎮護衛部隊から除かれ、第三十一海防隊に復帰。同日第三十一海防隊は、軍隊区分鮮南方面護衛部隊に配置。11日、舞鶴海軍工廠に入渠。同日、第三十一海防隊は軍隊区分直率護衛部隊に配置。14日、第三十一海防隊は軍隊区分護衛部隊に配置。15日、奄美、本艦、第26号海防艦の3隻で第二掃蕩隊を編成。16日出渠。21日、第二掃蕩隊（奄美欠）は舞鶴を出撃し、七尾湾で対潜掃蕩に従事。23日、第九〇一海軍航空隊機の誘導を受けて、禄剛崎沖で探知したスクリュー音の目標に対して爆雷戦を実施。以後能登半島周辺海域の船団護衛、対潜掃蕩に従事。

### 戦後 掃海
終戦時は七尾に所在。1945年8月25日、舞鶴鎮守府第一予備海防艦に定められる。戦後は掃海に従事。11月30日、海軍省の廃止に伴い除籍。
12月1日、第二復員省の開庁に伴い、佐世保地方復員局所管の掃海艦に定められる。20日、艦名を海第二十二号と呼称。
1946年7月1日、掃海艦の定めを解かれる。8月1日、佐世保地方復員局所管の特別輸送艦に定められる。同日付で特別保管艦に指定され、佐世保特別保管艦艇第八保管群に配される。
1947年9月5日、海第二十二号は特別輸送艦の定めを解かれ、アメリカに対する第三次賠償艦として佐世保でアメリカに引き渡された。10月20日から佐世保船舶工業で解体を開始し、12月31日に解体を終了した。

## 第二十二号海防艦長/海第二十二号艦長
艤装員長
1. （兼）一ノ瀬志朗 大尉：1944年1月30日 - 1944年2月29日（本職：第十号海防艦艤装員長）
2. （兼）一ノ瀬志朗 大尉：1944年2月29日 - 1944年3月10日（本職：第十号海防艦長）
3. 羽場良 大尉：1944年3月10日 - 1944年3月24日

海防艦長/艦長
1. 羽場良 大尉/少佐：海防艦長 1944年3月24日 - 1945年6月30日
2. 石田康雄 大尉/少佐/第二復員官/第二復員事務官：1945年6月30日 - 艦長 1945年12月20日 - 1946年4月20日
3. 川本昇 第二復員事務官/復員事務官：1946年4月20日 - 1946年7月1日[注釈 7]
4. 河島義夫 復員事務官：1946年10月8日 - 1946年10月24日
5. 池上巖 復員事務官：1946年10月24日 - 1947年9月5日[注釈 7]